# Yang Jun
Yang Jun (en chino: 杨君 (n. 10 de junio de 1981 en Tianjin) es un exfutbolista chino que jugaba de guardameta.

## Carrera
Yang Jun se consideró un destacado portero joven y talentoso, fue descubierto rápidamente por el equipo Qingdao Yizhong Hainiu lo llevó al primer equipo y le abrió un camino a la selección absoluta en la temporada 2001 de la liga. En Qingdao, que había cambiado su nombre por el de Qingdao Jonoon, no tendría que esperar mucho tiempo antes de que pudiera establecerse como portero titular para el final de la temporada de 2002, cuando hizo veinte partidos al final de la temporada. En las próximas temporadas, fue el portero titular del club hasta que él estaba dispuesto a unirse al Club Changchun Yatai, sin embargo no fue capaz de establecerse dentro del equipo y fue cedido al Beijing Guoan donde solo jugó cuatro partidos.
Changchun Yatai estaban dispuestos a dejar ir a Yang Jun que fue transferido al Tianjin Teda al comienzo de la temporada de la liga 2007, donde fue inmediatamente portero titular del club, así como rápidamente convirtiéndose en un miembro prominente del equipo. La próxima temporada sería su temporada más exitosa con el club cuando en la temporada 2008 ayudó al club a estar entre los cuatro mejores de la liga y lograr la clasificación para la AFC Champions League por primera vez en su historia. En la AFC Champions League 2009 no tuvo éxito para el club y mientras él jugó en los primeros cuatro partidos de la fase de grupos fue descartado durante los dos restantes después de que el equipo no pudiera progresar, sin embargo Yang todavía jugó en todos los partidos de la liga durante toda la temporada e incluso fue capitán del equipo durante la ausencia del capitán del club Wang Xiao durante un corto período. Al final de la temporada el equipo terminó en un decepcionante sexto lugar y el club estaba dispuesto a dejar que Yang ir, sin embargo, no pudo encontrar un comprador y al igual que con su compañero de equipo Han Yanming el club dejó de pagar su salario de manera Yang fue a su antiguo club Tianjin Locomotive

## Carrera internacional
Yang fue seleccionado para ser el arquero de China en la Copa Asiática donde jugó suplente de Li Leilei. Jugó un partido en el torneo por China en 2007 contra Uzbekistán Que China perdió 3-0, dejándolos fuera del torneo.

## Títulos
Qingdao Jonoon
- Copa de China de fútbol: 2002

Guangzhou Evergrande
- Super Liga China: 2011, 2012, 2013
- China FA Cup: 2012
- China FA Super Cup: 2012
- AFC Champions League: 2013